# 15e étape du Tour de France 2025
Pour un article plus général, voir Tour de France 2025.
La 15e étape du Tour de France 2025 se déroule le dimanche 20 juillet 2025 entre Muret et Carcassonne, sur une distance de 169,3 kilomètres.

## Parcours de l'étape
La quinzième étape du Tour de France 2025 relie Muret à Carcassonne sur une distance de 169,3 km. Le parcours, vallonné et usant, est favorable aux baroudeurs. Après une première moitié de course relativement calme, ponctuée par un sprint intermédiaire au km 60, les difficultés s’enchaînent dans le Tarn. La côte de Saint-Ferréol 1,7 km à 7 %) ouvre le bal, suivie de la côte de Sorèze (6,2 km à 5,5 %) puis du redoutable Pas du Sant (2,9 km à 10,2 %), inédit au Tour, dont le sommet mène à un long faux plat montant vers le col de Fontbruno. L'arrivée des coureurs cyclistes dans l'Aude se fait au cœur de la Montagne Noire par la commune de Laprade, puis la course se poursuit vers les villages successifs des Martys, de Cuxac-Cabardès et de Villardonnel. La descente finale vers Carcassonne se fait sur de larges routes exposées au vent, ce qui pourrait provoquer des bordures. L’arrivée est jugée boulevard Marcou, au terme d’une ligne droite finale de 200 mètres. Si les équipes de sprinteurs ou de favoris temporisent, un baroudeur solide pourrait tirer son épingle du jeu.

## Déroulement de la course
Au départ de cette 15e étape, 166 coureurs s'élancent entre Muret et Carcassonne avec au programme trois ascensions dont le Pas du Sant (2,9 km à 10,2 %).

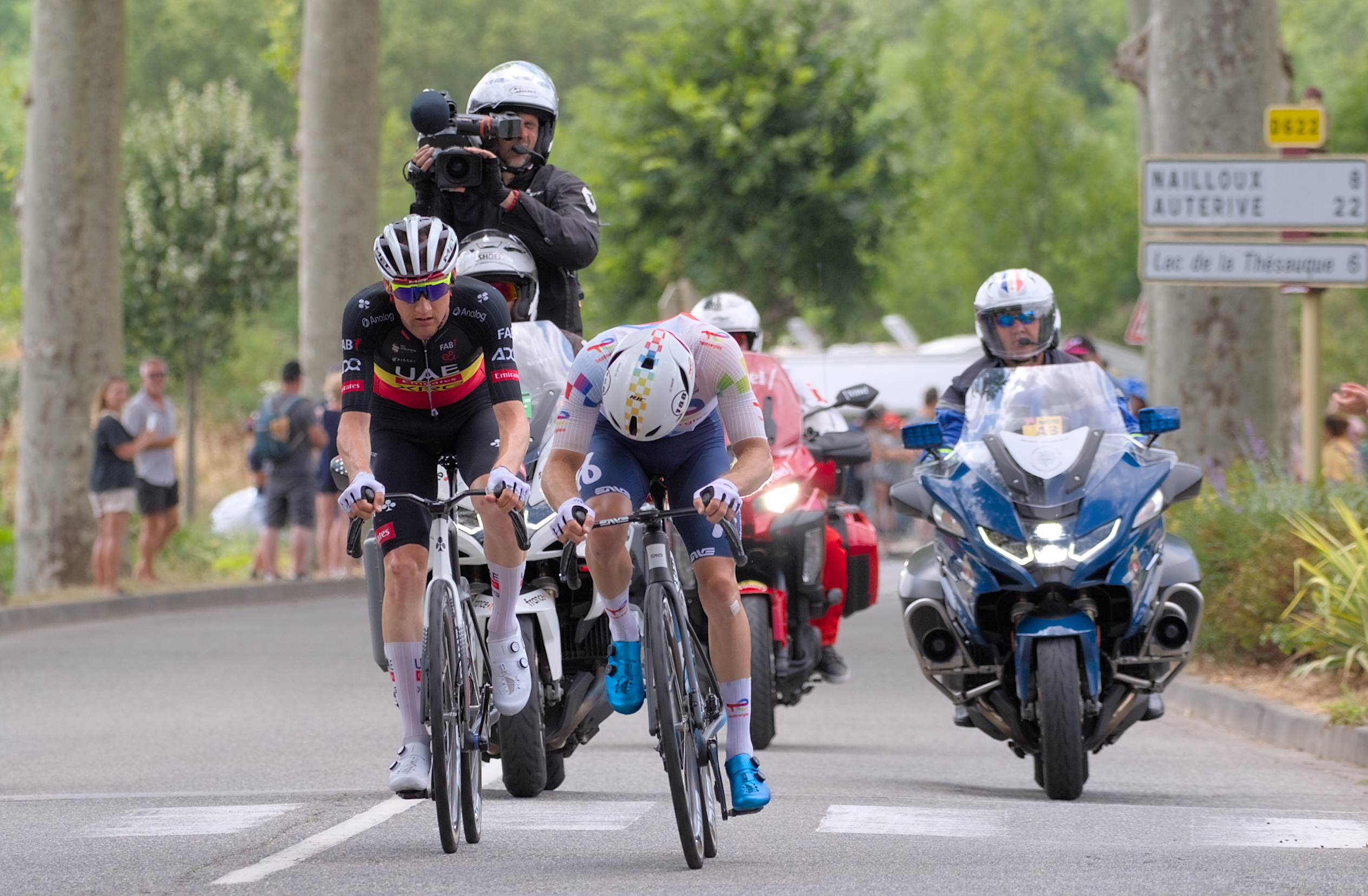
Tim Wellens à la poursuite de l'échappée à Gardouch

Peu après le départ, Neilson Powless (EF Education-EasyPost) sort du peloton et prend quelques secondes d'avance. Alors que l'écart entre l'Américain et le peloton est de 45 secondes, le Norvégien Tobias Foss (Ineos Grenadiers) part à son tour pour essayer de le rejoindre. Dans la foulée, son compatriote Jonas Abrahamsen (Uno-X Mobility) s'extirpe du peloton et part à la chasse des Kasakhs Alexey Lutsenko (Israel-Premier Tech), Yevgeniy Fedorov (XDS Astana) et de Tobias Foss partis un peu plus tôt. À la suite d'une chute au km 18, dont est victime Julian Alaphilippe (Tudor), le Danois Jonas Vingegaard (Visma-Lease a Bike) et l'Allemand Florian Lipowitz (Red Bull-Bora-Hansgrohe) se retrouvent dans la cassure provoquée par cet incident, et prennent une minute de retard sur le peloton, alors que les attaques fusent. Le Néerlandais Mathieu van der Poel (Alpecin-Deceuninck) est à l'attaque avec une quinzaine de coureurs qui devancent le peloton de quelques secondes. Pendant ce temps Vingegaard, Lipowitz et Alaphilippe réintègrent le gros du peloton. Van der Poel empoche les 20 points au sprint intermédiaire situé au km 60 et se rapproche un peu plus de Jonathan Milan (Lidl-Trek) au classement du maillot vert. Les échappés débutent la montée de la Côte de Saint-Ferréol (1,7 km à 6,2 %) avec 53 secondes d'avance sur le peloton. Le maillot vert Jonathan Milan est lâché par le peloton dans la montée. Quinn Simmons, Jasper Stuyven (tous deux de Lidl-Trek) et Michael Storer (Tudor) se détachent pour essayer de faire la jonction avec les hommes de tête. Au début de l'ascension de la Côte de Sorèze (6,3 km à 5,7 %), les échappés comptent 30 secondes d'avance sur le peloton. Dans la montée, l'Australien Michael Storer se détache en compagnie de cinq coureurs alors que Mathieu van der Poel est distancé comme d'autres coureurs de l'échappée. Huit hommes sont à l'avant : Rodríguez, Campenaerts, Wellens, Mohorič, Lutsenko, Powless, Simmons et Storer, avec 40 secondes d'avance sur leurs poursuivants. Le peloton est pointé avec un retard de près de 3 minutes. C'est Lutsenko qui passe en tête au sommet devant Willens. Les coureurs entament le Pas du Sant (2,9 km à 10,2 %). Michael Storer et Quinn Simmons se détachent, ils devancent de 6 secondes Willens et Campenaerts qui reviennent sur les deux fuyards un peu plus loin. Le peloton est à 4 h 30 min. À 52 km de l'arrivée, le retard s'accroît à plus de 5 minutes. Storer passe en tête au sommet de la côte. Il devance Simmons, Campenaerts et Wellens. Après un regroupement, il sont huit en tête de la course : Storer, Campenaerts, Wellens, Simmons, Rodriguez, Vlasov, Lutsenko et Barguil. À 43 km de l'arrivée, Wellens accélère et prend 6 secondes d'avance sur ses compagnons d'échappée. À 29 km de l'arrivée, Wellens possède 1 min d'avance sur le premier groupe de poursuivants. Sous la banderole des 10 derniers kilomètres son avance augmente encore, le premier groupe est à 1 min 41 s et le peloton pointe à 7 min 11 s. Le champion de Belgique file vers la victoire et s'impose en solitaire. Campenaerts termine deuxième de l'étape avec 1 min 28 s de retard. La troisième place se joue au sprint : Julian Alaphilippe devance Wout van Aert (Visma-Lease a Bike) et monte sur le podium. Le peloton franchit la ligne d'arrivée à 6 min 7 s du vainqueur du jour.

## Résultats
Cette section présente les résultats et prix obtenus au cours de l'étape.

### Classement de l'étape
| Classement de la 15e étape | Classement de la 15e étape | Classement de la 15e étape | Classement de la 15e étape | Classement de la 15e étape |
|                            | Coureur                    | Pays                       | Équipe                     | Temps                      |
| -------------------------- | -------------------------- | -------------------------- | -------------------------- | -------------------------- |
| 1er                        | Tim Wellens                | Belgique                   | UAE Emirates XRG           | en 3 h 34 min 9 s          |
| 2e                         | Victor Campenaerts         | Belgique                   | Visma-Lease a Bike         | + 1 min 28 s               |
| 3e                         | Julian Alaphilippe         | France                     | Tudor                      | + 1 min 36 s               |
| 4e                         | Wout Van Aert              | Belgique                   | Visma-Lease a Bike         | + 1 min 36 s               |
| 5e                         | Axel Laurance              | France                     | Ineos Grenadiers           | + 1 min 36 s               |
| 6e                         | Aleksandr Vlasov           | Bannière neutre            | Red Bull-Bora-Hansgrohe    | + 1 min 36 s               |
| 7e                         | Paul Penhoët               | France                     | Groupama-FDJ               | + 1 min 36 s               |
| 8e                         | Jordan Jegat               | France                     | TotalEnergies              | + 1 min 36 s               |
| 9e                         | Michael Valgren            | Danemark                   | EF Education-EasyPost      | + 1 min 36 s               |
| 10e                        | Valentin Madouas           | France                     | Groupama-FDJ               | + 1 min 36 s               |
| modifier                   |                            |                            |                            |                            |

### Bonifications en temps
|   | Coureur            | Pays     | Équipe             | Bonifications |
| - | ------------------ | -------- | ------------------ | ------------- |
| 1 | Tim Wellens        | Belgique | UAE Emirates XRG   | 10 s          |
| 2 | Victor Campenaerts | Belgique | Visma-Lease a Bike | 6 s           |
| 3 | Julian Alaphilippe | France   | Tudor              | 4 s           |

### Points attribués
| Sprint intermédiaire Saint-Félix-Lauragais (km 59,8) | Sprint intermédiaire Saint-Félix-Lauragais (km 59,8) | Sprint intermédiaire Saint-Félix-Lauragais (km 59,8) | Sprint intermédiaire Saint-Félix-Lauragais (km 59,8) | Sprint intermédiaire Saint-Félix-Lauragais (km 59,8) |
| ---------------------------------------------------- | ---------------------------------------------------- | ---------------------------------------------------- | ---------------------------------------------------- | ---------------------------------------------------- |
|                                                      | Coureur                                              | Pays                                                 | Équipe                                               | Point(s)                                             |
| 1er                                                  | Mathieu van der Poel                                 | Pays-Bas                                             | Alpecin-Deceuninck                                   | 20                                                   |
| 2e                                                   | Arnaud De Lie                                        | Belgique                                             | Lotto                                                | 17                                                   |
| 3e                                                   | Pascal Eenkhoorn                                     | Pays-Bas                                             | Soudal Quick-Step                                    | 15                                                   |
| 4e                                                   | Jake Stewart                                         | Royaume-Uni                                          | Israel-Premier Tech                                  | 13                                                   |
| 5e                                                   | Matej Mohorič                                        | Slovénie                                             | Bahrain Victorious                                   | 11                                                   |
| 6e                                                   | Alexey Lutsenko                                      | Kazakhstan                                           | Israel-Premier Tech                                  | 10                                                   |
| 7e                                                   | Victor Campenaerts                                   | Belgique                                             | Visma-Lease a Bike                                   | 9                                                    |
| 8e                                                   | Jarrad Drizners                                      | Australie                                            | Lotto                                                | 8                                                    |
| 9e                                                   | Kaden Groves                                         | Australie                                            | Alpecin-Deceuninck                                   | 7                                                    |
| 10e                                                  | Tobias Lund Andresen                                 | Danemark                                             | Picnic-PostNL                                        | 6                                                    |
| 11e                                                  | Mattéo Vercher                                       | France                                               | TotalEnergies                                        | 5                                                    |
| 12e                                                  | Neilson Powless                                      | États-Unis                                           | EF Education-EasyPost                                | 4                                                    |
| 13e                                                  | Wout van Aert                                        | Belgique                                             | Visma-Lease a Bike                                   | 3                                                    |
| 14e                                                  | Clément Russo                                        | France                                               | Groupama-FDJ                                         | 2                                                    |
| 15e                                                  | Tim Wellens                                          | Belgique                                             | UAE Emirates XRG                                     | 1                                                    |
| modifier                                             |                                                      |                                                      |                                                      |                                                      |

| Arrivée d'étape Carcassonne (km 169,3) | Arrivée d'étape Carcassonne (km 169,3) | Arrivée d'étape Carcassonne (km 169,3) | Arrivée d'étape Carcassonne (km 169,3) | Arrivée d'étape Carcassonne (km 169,3) |
| -------------------------------------- | -------------------------------------- | -------------------------------------- | -------------------------------------- | -------------------------------------- |
|                                        | Coureur                                | Pays                                   | Équipe                                 | Point(s)                               |
| 1er                                    | Tim Wellens                            | Belgique                               | UAE Emirates XRG                       | 50                                     |
| 2e                                     | Victor Campenaerts                     | Belgique                               | Visma-Lease a Bike                     | 30                                     |
| 3e                                     | Julian Alaphilippe                     | France                                 | Tudor                                  | 20                                     |
| 4e                                     | Wout Van Aert                          | Belgique                               | Visma-Lease a Bike                     | 18                                     |
| 5e                                     | Axel Laurance                          | France                                 | Ineos Grenadiers                       | 16                                     |
| 6e                                     | Aleksandr Vlasov                       | Bannière neutre                        | Red Bull-Bora-Hansgrohe                | 14                                     |
| 7e                                     | Paul Penhoët                           | France                                 | Groupama-FDJ                           | 12                                     |
| 8e                                     | Jordan Jegat                           | France                                 | TotalEnergies                          | 10                                     |
| 9e                                     | Michael Valgren                        | Danemark                               | EF Education-EasyPost                  | 8                                      |
| 10e                                    | Valentin Madouas                       | France                                 | Groupama-FDJ                           | 7                                      |
| 11e                                    | Harold Tejada                          | Colombie                               | XDS Astana                             | 6                                      |
| 12e                                    | Thibau Nys                             | Belgique                               | Lidl-Trek                              | 5                                      |
| 13e                                    | Pascal Eenkhoorn                       | Pays-Bas                               | Soudal Quick-Step                      | 4                                      |
| 14e                                    | Iván Romeo Abad                        | Espagne                                | Movistar                               | 3                                      |
| 15e                                    | Santiago Buitrago                      | Colombie                               | Bahrain Victorious                     | 2                                      |
| modifier                               |                                        |                                        |                                        |                                        |

### Cols et côtes
| Côte de Saint-Ferréol (km 72,8) 3e catégorie (1,7 km à 7,0 %) | Côte de Saint-Ferréol (km 72,8) 3e catégorie (1,7 km à 7,0 %) | Côte de Saint-Ferréol (km 72,8) 3e catégorie (1,7 km à 7,0 %) | Côte de Saint-Ferréol (km 72,8) 3e catégorie (1,7 km à 7,0 %) | Côte de Saint-Ferréol (km 72,8) 3e catégorie (1,7 km à 7,0 %) |
| ------------------------------------------------------------- | ------------------------------------------------------------- | ------------------------------------------------------------- | ------------------------------------------------------------- | ------------------------------------------------------------- |
|                                                               | Coureur                                                       | Pays                                                          | Équipe                                                        | Point(s)                                                      |
| 1er                                                           | Alexey Lutsenko                                               | Kazakhstan                                                    | Israel-Premier Tech                                           | 2                                                             |
| 2e                                                            | Neilson Powless                                               | États-Unis                                                    | EF Education-EasyPost                                         | 1                                                             |
| modifier                                                      |                                                               |                                                               |                                                               |                                                               |

| Côte de Sorèze (km 86,6) 3e catégorie (6,2 km à 5,5 %) | Côte de Sorèze (km 86,6) 3e catégorie (6,2 km à 5,5 %) | Côte de Sorèze (km 86,6) 3e catégorie (6,2 km à 5,5 %) | Côte de Sorèze (km 86,6) 3e catégorie (6,2 km à 5,5 %) | Côte de Sorèze (km 86,6) 3e catégorie (6,2 km à 5,5 %) |
| ------------------------------------------------------ | ------------------------------------------------------ | ------------------------------------------------------ | ------------------------------------------------------ | ------------------------------------------------------ |
|                                                        | Coureur                                                | Pays                                                   | Équipe                                                 | Point(s)                                               |
| 1er                                                    | Alexey Lutsenko                                        | Kazakhstan                                             | Israel-Premier Tech                                    | 2                                                      |
| 2e                                                     | Tim Wellens                                            | Belgique                                               | UAE Emirates XRG                                       | 1                                                      |
| modifier                                               |                                                        |                                                        |                                                        |                                                        |

| \| Pas du Sant (km 116,6) 2e catégorie (2,9 km à 10,2 %) \| Pas du Sant (km 116,6) 2e catégorie (2,9 km à 10,2 %) \| Pas du Sant (km 116,6) 2e catégorie (2,9 km à 10,2 %) \| Pas du Sant (km 116,6) 2e catégorie (2,9 km à 10,2 %) \| Pas du Sant (km 116,6) 2e catégorie (2,9 km à 10,2 %) \| \| ----------------------------------------------------- \| ----------------------------------------------------- \| ----------------------------------------------------- \| ----------------------------------------------------- \| ----------------------------------------------------- \| \| \| Coureur \| Pays \| Équipe \| Point(s) \| \| 1er \| Michael Storer \| Australie \| Tudor \| 5 \| \| 2e \| Quinn Simmons \| États-Unis \| Lidl-Trek \| 3 \| \| 3e \| Victor Campenaerts \| Belgique \| Visma-Lease a Bike \| 2 \| \| 4e \| Tim Wellens \| Belgique \| UAE Emirates XRG \| 1 \| \| modifier \| \| \| \| \| |                    |            |                    |          |
| Pas du Sant (km 116,6) 2e catégorie (2,9 km à 10,2 %) |                    |            |                    |          |
| | Coureur            | Pays       | Équipe             | Point(s) |
| 1er | Michael Storer     | Australie  | Tudor              | 5        |
| 2e | Quinn Simmons      | États-Unis | Lidl-Trek          | 3        |
| 3e | Victor Campenaerts | Belgique   | Visma-Lease a Bike | 2        |
| 4e | Tim Wellens        | Belgique   | UAE Emirates XRG   | 1        |
| modifier |                    |            |                    |          |

### Prix de la combativité
- Michael Storer (Tudor)

## Classements à l'issue de l'étape
Cette section présente le classement général et les différents classements annexes à l'issue de l'étape.

### Classement général
| Classement général | Classement général | Classement général | Classement général         | Classement général  |
|                    | Coureur            | Pays               | Équipe                     | Temps               |
| ------------------ | ------------------ | ------------------ | -------------------------- | ------------------- |
| 1er                | Tadej Pogačar      | Slovénie           | UAE Emirates XRG           | en 54 h 20 min 44 s |
| 2e                 | Jonas Vingegaard   | Danemark           | Visma-Lease a Bike         | + 4 min 13 s        |
| 3e                 | Florian Lipowitz   | Allemagne          | Red Bull-Bora-Hansgrohe    | + 7 min 53 s        |
| 4e                 | Oscar Onley        | Royaume-Uni        | Picnic-PostNL              | + 9 min 18 s        |
| 5e                 | Kévin Vauquelin    | France             | Arkéa-B&B Hotels           | + 10 min 21 s       |
| 6e                 | Primož Roglič      | Slovénie           | Red Bull-Bora-Hansgrohe    | + 10 min 34 s       |
| 7e                 | Felix Gall         | Autriche           | Decathlon-AG2R La Mondiale | + 12 min 0 s        |
| 8e                 | Tobias Johannessen | Norvège            | Uno-X Mobility             | + 12 min 33 s       |
| 9e                 | Carlos Rodríguez   | Espagne            | Ineos Grenadiers           | + 18 min 26 s       |
| 10e                | Ben Healy          | Irlande            | EF Education-EasyPost      | + 18 min 41 s       |
| modifier           |                    |                    |                            |                     |

| Classement par points | Classement par points | Classement par points | Classement par points | Classement par points |
| --------------------- | --------------------- | --------------------- | --------------------- | --------------------- |
|                       | Coureur               | Pays                  | Équipe                | Point(s)              |
| 1er                   | Jonathan Milan        | Italie                | Lidl-Trek             | 251 points            |
| 2e                    | Tadej Pogačar         | Slovénie              | UAE Emirates XRG      | 223 pts               |
| 3e                    | Mathieu van der Poel  | Pays-Bas              | Alpecin-Deceuninck    | 210 pts               |
| 4e                    | Biniam Girmay         | Érythrée              | Intermarché-Wanty     | 169 pts               |
| 5e                    | Tim Merlier           | Belgique              | Soudal Quick-Step     | 150 pts               |
| 6e                    | Jonas Vingegaard      | Danemark              | Visma-Lease a Bike    | 135 pts               |
| 7e                    | Anthony Turgis        | France                | TotalEnergies         | 130 pts               |
| 8e                    | Quinn Simmons         | États-Unis            | Lidl-Trek             | 93 pts                |
| 9e                    | Arnaud De Lie         | Belgique              | Lotto                 | 92 pts                |
| 10e                   | Jonas Abrahamsen      | Norvège               | Uno-X Mobility        | 90 pts                |
| modifier              |                       |                       |                       |                       |

| Classement du meilleur grimpeur | Classement du meilleur grimpeur | Classement du meilleur grimpeur | Classement du meilleur grimpeur | Classement du meilleur grimpeur |
| ------------------------------- | ------------------------------- | ------------------------------- | ------------------------------- | ------------------------------- |
|                                 | Coureur                         | Pays                            | Équipe                          | Point(s)                        |
| 1er                             | Lenny Martinez                  | France                          | Bahrain Victorious              | 60 points                       |
| 2e                              | Tadej Pogačar                   | Slovénie                        | UAE Emirates XRG                | 52 pts                          |
| 3e                              | Thymen Arensman                 | Pays-Bas                        | Ineos Grenadiers                | 48 pts                          |
| 4e                              | Jonas Vingegaard                | Danemark                        | Visma-Lease a Bike              | 39 pts                          |
| 5e                              | Michael Woods                   | Canada                          | Israel-Premier Tech             | 38 pts                          |
| 6e                              | Florian Lipowitz                | Allemagne                       | Red Bull-Bora-Hansgrohe         | 24 pts                          |
| 7e                              | Ben Healy                       | Irlande                         | EF Education-EasyPost           | 20 pts                          |
| 8e                              | Michael Storer                  | Australie                       | Tudor                           | 19 pts                          |
| 9e                              | Valentin Paret-Peintre          | France                          | Soudal Quick-Step               | 16 pts                          |
| 10e                             | Bruno Armirail                  | France                          | Decathlon-AG2R La Mondiale      | 15 pts                          |
| modifier                        |                                 |                                 |                                 |                                 |

| Classement général du meilleur jeune | Classement général du meilleur jeune | Classement général du meilleur jeune | Classement général du meilleur jeune | Classement général du meilleur jeune |
|                                      | Coureur                              | Pays                                 | Équipe                               | Temps                                |
| ------------------------------------ | ------------------------------------ | ------------------------------------ | ------------------------------------ | ------------------------------------ |
| 1er                                  | Florian Lipowitz                     | Allemagne                            | Red Bull-Bora-Hansgrohe              | en 54 h 28 min 37 s                  |
| 2e                                   | Oscar Onley                          | Royaume-Uni                          | Picnic-PostNL                        | + 1 min 25 s                         |
| 3e                                   | Kévin Vauquelin                      | France                               | Arkéa-B&B Hotels                     | + 2 min 28 s                         |
| 4e                                   | Carlos Rodríguez                     | Espagne                              | Ineos Grenadiers                     | + 10 min 33 s                        |
| 5e                                   | Ben Healy                            | Irlande                              | EF Education-EasyPost                | + 10 min 48 s                        |
| 6e                                   | Romain Grégoire                      | France                               | Groupama-FDJ                         | + 1 h 3 min 29 s                     |
| 7e                                   | Ilan Van Wilder                      | Belgique                             | Soudal Quick-Step                    | + 1 h 18 min 3 s                     |
| 8e                                   | Raúl García Pierna                   | Espagne                              | Arkéa-B&B Hotels                     | + 1 h 21 min 3 s                     |
| 9e                                   | Joseph Blackmore                     | Royaume-Uni                          | Israel-Premier Tech                  | + 1 h 21 min 52 s                    |
| 10e                                  | Quinn Simmons                        | États-Unis                           | Lidl-Trek                            | + 1 h 34 min 21 s                    |
| modifier                             |                                      |                                      |                                      |                                      |

| Classement par équipes | Classement par équipes     | Classement par équipes | Classement par équipes |
|                        | Équipe                     | Pays                   | Temps                  |
| ---------------------- | -------------------------- | ---------------------- | ---------------------- |
| 1re                    | Visma-Lease a Bike         | Pays-Bas               | en 163 h 35 min 17 s   |
| 2e                     | UAE Emirates XRG           | Émirats arabes unis    | + 16 min 51 s          |
| 3e                     | Red Bull-Bora-Hansgrohe    | Allemagne              | + 50 min 38 s          |
| 4e                     | Decathlon-AG2R La Mondiale | France                 | + 52 min 38 s          |
| 5e                     | Arkéa-B&B Hotels           | France                 | + 52 min 39 s          |
| 6e                     | Ineos Grenadiers           | Royaume-Uni            | + 1 h 30 min 10 s      |
| 7e                     | Groupama-FDJ               | France                 | + 1 h 38 min 29 s      |
| 8e                     | Movistar                   | Espagne                | + 1 h 44 min 22 s      |
| 9e                     | XDS Astana                 | Kazakhstan             | + 1 h 55 min 57 s      |
| 10e                    | EF Education-EasyPost      | États-Unis             | + 2 h 4 min 50 s       |
| modifier               |                            |                        |                        |

## Abandon(s)
Un coureur a abandonné au cours de l'étape : 
- Lennert Van Eetvelt (Lotto) : non partant